# Triepeolus concavus
Triepeolus concavus es una especie de abejas cuco de la familia Apidae.
Miden 10 a 16 mm. Son activos de mayo a octubre, a menudo visitan flores de girasol, que son polinizadas por su especie hospedera. Son cleptoparásitos de Svastra obliqua. Se encuentran en América Central y América del Norte.